# آرون شونفلد
آرون شونفلد (عبری: אהרון מקסוול שונפלד‎؛ زادهٔ ۱۷ آوریل ۱۹۹۰) بازیکن فوتبال اهل ایالات متحده آمریکا است.
از باشگاه‌هایی که در آن بازی کرده‌است می‌توان به باشگاه فوتبال هاپوئل تل آویو، باشگاه فوتبال مینه‌سوتا یونایتد، باشگاه فوتبال آستین، باشگاه فوتبال مکابی تل آویو، کلمبوس کرو، و باشگاه فوتبال مکابی نتانیا اشاره کرد.